# Филпот, Глин Уоррен
Глин Уоррен Филпот (англ. Glyn Warren Philpot; 5 октября 1884[…], Клапем, Большой Лондон или Лондон — 16 декабря 1937[…], Лондон) — английский художник, скульптор.

## Биография
Филпот родился в 1884 году в Лондоне, он был четвёртым ребёнком Джона Филпота и Джесси Карпентер Филпот. Его мать умерла, когда ему было семь лет. В возрасте пятнадцати лет Филпот поступил в школу искусств Ламбета. Также он учился в Руане и в Париже у Жан-Поля Лорана, именно в это время он обратился в католицизм. С 1904 года он выставлял свои картины в Королевской академии. В этом же году состоялась его первая персональная выставка. В 1911 году Глен Филпот встретился с художниками Чарльзом Рикеттсом и Чарльзом Шэнноном. Через них он познакомился с Робертом Россом, который впоследствии помогал ему в получении заказов.
Филпот служил во время Первой мировой войны в британской пехоте, но был уволен в 1917 году по инвалидности. В 1915 году Глин встретил на фронте Вивиана Форбса (1891—1937), который стал его постоянным партнёром. В 1917 году во Франции Роберт Росс познакомил Глина с Зигфридом Сассуном, выздоравливающим после ранения, и Глин Филпот написал его портрет.
Глин Филпот поддерживал советом и деньгами молодых художников, включая брата Уилфреда Оуэна, Гарольда, которому был представлен Зигфридом Сассуном. В 1923 году в возрасте 38 лет, Глин Филпот был избран в Королевскую академию. В 1920-х годах он путешествовал и работал в США, Европе и Северной Африке. В 1927 году он был куратором галереи Тейт. На Венецианской биеннале в 1930 году он имел персональную выставку. В том же году Глин Филпот был в жюри Международной выставки Карнеги и встретил там Анри Матисса, который также был одним из присяжных. Приз тогда получил Пикассо, и Глин заинтересовался современным французским искусством. В 1931 году он переехал в студию в Париже. Там он встретился с молодым немцем Карлом Хайнцом Мюллером и уехал с ним в Берлин.
Глин Филпот скоропостижно скончался в 1937 году в возрасте 53 лет от сердечного приступа в Лондоне и был похоронен в Петершам. На следующий день после похорон Глина Вивиан Форбс принял смертельную дозу снотворного.

## Творчество
Следуя академическому подходу к живописи в течение многих лет, Филпот прошёл через несколько этапов в ходе своей карьеры. Ни в одном из них он не отошел заметно от академизма, кроме, возможно, последнего, когда он пробовал писать в технике импрессионизма. Одной из первых тем полотен Филпота были религиозные сюжеты, тогда он написал «Паломничество души». В 1920-х годах в нём вновь проснулся интерес к религиозной и исторической живописи. После фазы реализма, он вернулся к религии как к источнику вдохновения и написал среди прочего известные «Ангел Благовещения» (1925) и «Threefold Epiphany» (1929). Филпот также оказал поддержку в создании Гильдии католических художников.
Но без сомнений именно в портрете Филпот нашел своё признание. Он был одним из самых востребованных британских портретистов своего времени. Одним из самых известных портретов Филпота является портрет Зигфрида Сассуна. Он также писал портреты Освальда Мосли, Стэнли Болдуина, Фрэнка Мейера, Освальда Бирли, Фрэнка Кумбса, Андре Эглевского. В 1923—1924 годах он рисовал портрет короля Египта Ахмеда Фуада I. На его ранних портретах заметно влияние Сарджента. Филипот известен помимо прочего изображениями чернокожих мужчин. Одним из самых известных черных моделей был Генри Томас, слуга Глина в течение нескольких лет, которого тот привез с собой из путешествия в Тунис. Со временем художник стал все чаще изображать обнаженных мужчин.
В начале 1930-х годов художник изменил свой стиль, он стал использовать более светлые краски и стилизировать композицию. Такие перемены сделали его творчество менее популярным и количество заказов уменьшилось. Художник стал писать больше картин с гомоэротическим содержанием, что также оттолкнуло от него публику. В 1933 году его полотно «Великий Пан» было отвергнуто Королевской Академией как слишком откровенное, художник уничтожил его впоследствии. Однако, в последние годы популярность начала к нему возвращаться, он провел четыре персональные выставки в течение последних пяти лет жизни. В 1985 году Национальная портретная галерея в Лондоне устраивала большую ретроспективу его работ.

## Галерея

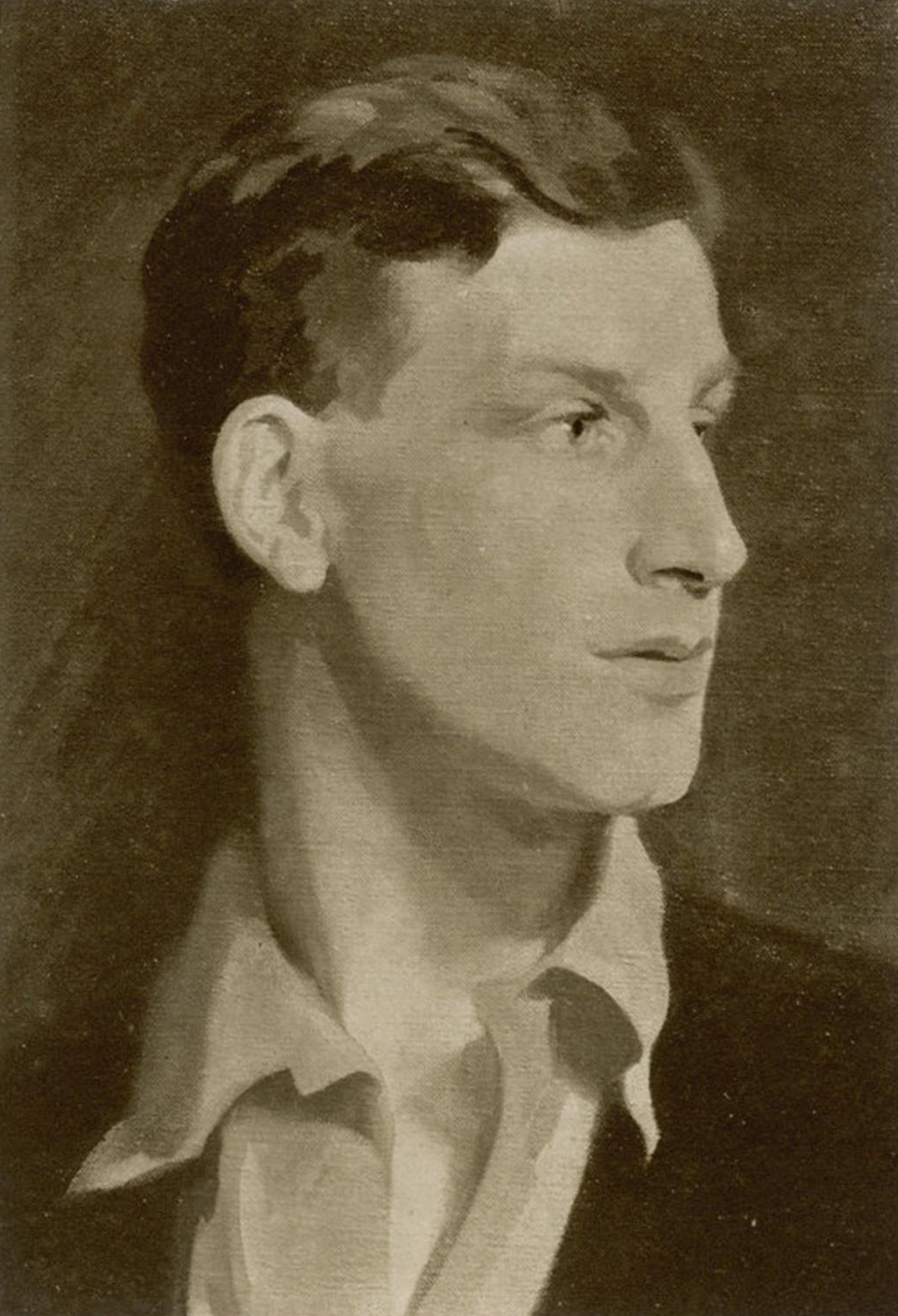
Портрет Зигфрида Сассуна, (1917) (монохромный вариант)
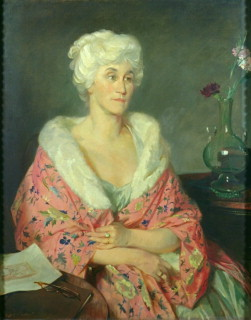
Портрет леди Витт (1925)
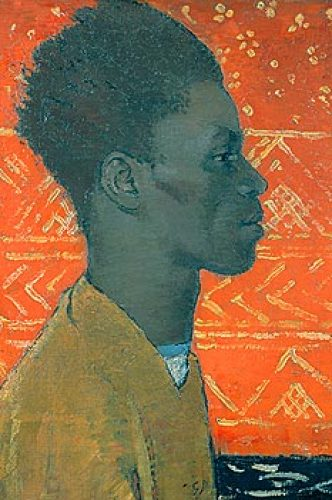
Профиль негра (1937)
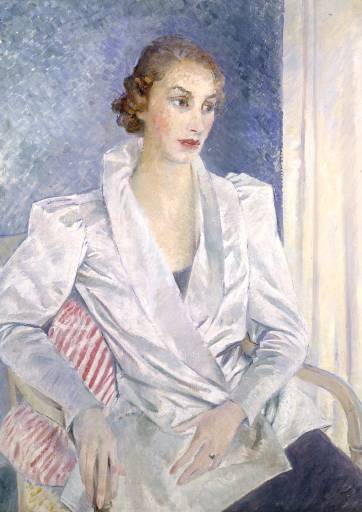
Портрет миссис Джеральд Симпсон (1937)
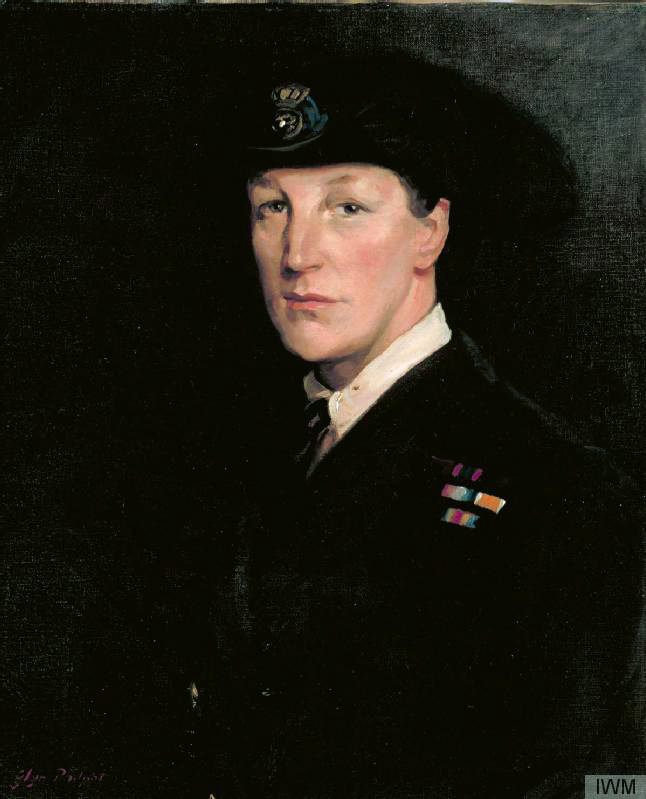
Катарина Фурс[англ.]